# نقطة مضيئة
نقطة مضيئة (بالإنجليزية: Flashpoint)‏ هو مسلسل جريمة دراما كندي من بطولة هيو ديلون، ايمي جو جونسون، ديفيد بايتكو، إنريكو كولانتوني،سيرجيو دي زيو، ميخائيل كرام وكلي بينيت. عرض الموسم الأول من المسلسل على شبكة سي تي في في 11 يوليو 2008.

## وصلات خارجية
- نقطة مضيئة على موقع IMDb (الإنجليزية)
- نقطة مضيئة على موقع ميتاكريتيك (الإنجليزية)
- نقطة مضيئة على موقع روتن توميتوز (الإنجليزية)
- نقطة مضيئة على موقع كينوبويسك (الروسية)
- نقطة مضيئة على موقع ألو سيني (الفرنسية)
- نقطة مضيئة على موقع قاعدة بيانات الفيلم (الإنجليزية)